# اسودو، اویلا
اسودو، اویلا (به اسپانیایی: Acevedo, Huila) یک سکونتگاه مسکونی در کلمبیا است که در بخش اویلا واقع شده‌است.